# 甜橙黄酮
甜橙黄酮（也称为5,6,7,3',4'-五甲氧基黄酮，3',4',5,6,7-pentamethoxy flavone）是一种6-羟基木犀草素衍生的O-甲基化黄酮，分子式C20H20O7，存在于鸡脚参属植物Orthosiphon stamineus和甜橙（学名：Citrus sinensis）的油中。